# 笠原恵太
笠原 恵太（かさはら けいた、1973年6月14日 - ）は、群馬県出身の元プロサッカー選手、サッカー指導者。元水戸ホーリーホック所属の笠原宗太は実弟。

## 人物
前橋商業高校時代は同校の中心選手として活躍主将を務める。卒業後、サッカー推薦で筑波大学に入学して同大サッカー部に所属し、その人柄や人望の厚さで主将を務める。1996年にコンサドーレ札幌に入団し、「37」の背番号で活躍する。その後、ヴァンフォーレ甲府へ移籍して活躍した。
現役引退後の2000年に群馬県高等学校教員に採用され、群馬県立桐生高等学校に赴任し、サッカー部監督に就任。2005年4月より群馬県立高崎高等学校に異動し、サッカー部監督に就任。2014年から母校である群馬県立前橋商業高等学校のサッカー部監督となっている。2020年の全国高校サッカー選手権では、共愛学園に逆転勝利し群馬県代表となった。

## エピソード
- 2004年1月4日、群馬県出身のJリーガー・元Jリーガーによる対抗戦「新春ドリームマッチ群馬2004」に出場。
- 佐藤一樹は高校の後輩にあたる。

## 所属クラブ
- 群馬県立前橋商業高等学校
- 筑波大学
- コンサドーレ札幌
- ヴァンフォーレ甲府